# Komani
Komani (anteriormente Queenstown) es una localidad sudafricana de la provincia del Cabo Oriental.

## Geografía
Se sitúa al noroeste de East London, en la cuenca alta del río Great Kei. La localidad está ubicada a una altitud de unos 1067 m sobre el nivel del mar, entre las montañas Stormberg y Amatola.

## Historia
En el pasado perteneció a la provincia del Cabo. El antiguo nombre de la ciudad (Queenstown), que fue fundada en 1853, hace referencia a la reina Victoria. A comienzos del siglo XX, en 1904, tenía contabilizada una población de 9616 habitantes, de los cuales 4157 eran «blancos». Por entonces en la zona se cultivaba trigo, además de criarse ovejas. En 2016 el nombre oficial de la localidad pasó a ser a Komani.

## Patrimonio
En la localidad destacan, entre otras edificiones, el ayuntamiento y una iglesia anglicana dedicada a San Miguel.